# Fireworks (filme)
Fireworks (de 1947) é um filme experimental homoerótico de Kenneth Anger. Filmado na casa de seus pais, no bairro californiano de Beverly Hills, no decorrer de uma semana, quando eles estavam fora, o filme traz o próprio Kenneth Anger no elenco, que faz questão de explorar temas como a homossexualidade e o sadomasoquismo. Este foi um de seus primeiros trabalhos.
Kenneth Anger fez um resumo do filme, simplesmente dizendo: "Um sonhador não satisfeito acorda, sai pela noite à procura de uma 'luz' e é pêgo em flagrante. Um sonho dentro de outro sonho, então ele volta para a cama menos vazio do que antes." Adiciona depois, "Este filme é tudo o que eu tenho a dizer sobre ter dezessete anos, sobre a marinha dos Estados Unidos, sobre o natal americano, e o dia quatro de julho."
Logo após o lançamento deste filme, Kenneth Anger foi preso sob acusações de obscenidade. Em 1958, um processo foi instaurado contra Raymond Rohauer, gerente do Coronet Theatre, em Los Angeles, por simplesmente ter exibido o filme.